# 佐々木哲蔵
佐々木 哲蔵（ささき てつぞう、1906年5月15日 - 1994年5月25日）は宮城県出身の裁判官、弁護士。裁判官時代は訴訟の進め方、公費出張に関するルーズな態度などが取り沙汰され、2度にわたり裁判官訴追委員会の調査を受け、「裁判官の中で”特異な存在”だった」と評されている。「実の姪を妻にした破廉恥判事」とも呼ばれた。

## 略歴
宮城県宮城郡塩竈町（現・塩竈市）生まれ。1930年、東京帝国大学法学部独法科卒。1931年に裁判官として任官。
1938年、奈良地裁から満州新京（現・長春市）の満州国司法部に移り、新京高等法院に赴任し、四平地方法院次長、ハルビン高等法院廷長を経て、1943年に退官し新京法政大学教授となったが、関東軍に召集されて軍務につき、敗戦後ソ連に抑留され、2年半を過ごす。
1948年9月に日本へ引き揚げ、1948年11月に大阪地裁で判事として復職、刑事事件を担当。戦後の三大騒乱事件といわれた吹田事件の裁判長を務めた際に、公判廷で被告らが勝手に黙終などをしたのを制止せず、裁判長が法廷指揮の責任を怠ったことが問題となり、国会は国政調査権や訴追権を発動したが佐々木が拒否したため裁判が2年半中断し、注目を集めた。
1957年に退官した後は弁護士となり、妻の佐々木静子と「佐々木哲蔵・静子法律事務所」を開業。1974年より狭山事件再審弁護団代表を務める。八海事件、松川事件、砂川事件などの冤罪事件も担当した。夫婦で人権派弁護士として活躍したが、60歳を過ぎてから婚外子２児を儲け、67歳で静子とは離婚し、2子の母と再婚した。著書に『裁判官論』、『一裁判官の回想―佐々木哲蔵論文集』などがある。

## 吹田公判の黙祷事件
1952年9月から吹田騒擾事件の裁判長として訴訟を指揮した。この裁判では、冒頭から黙祷や革命歌の高唱など被告人団の法廷内外での行動が問題となったが、佐々木はこれらの行動を黙認した。この問題は、1953年7月29日の第29回公判における黙祷事件で表面化した。黙祷事件とは、吹田事件の被告人や傍聴人ら多数が朝鮮戦争の休戦を祝って法廷内で「北鮮勝利の黙祷と拍手」をおこなったが、佐々木がこれを制止しなかった事件である。
この佐々木の行為は、職務違反として最高裁や最高検や衆議院法務委員会、裁判官訴追委員会から1年3ヶ月にわたる調査を受け、1954年11月12日、裁判官弾劾法第13条に基づき訴追猶予の処分が決定した。この決定が下るまで、佐々木は黙祷や拍手の正当性を雑誌などで訴え続けた。

## 多奈川町事件の公判における職務怠慢
1954年1月末には、密造酒の摘発が朝鮮人による大規模な公務執行妨害事件に発展した多奈川町事件でも「乱闘は正当防衛」と認め、被告人のうち5人を無罪、1人を刑の免除、残る13人も懲役や罰金は全て執行猶予とした。ただしこの判決は大阪高裁で破棄され、首謀者は懲役6月の実刑、ほかの被告人も執行猶予の取消と量刑の倍加を受けている。
この多奈川町事件も裁判官訴追委員会から調査対象に追加され、正式に喚問が決まったが、佐々木は召喚に応じることを「裁判官の良心」を理由に拒否。結局、多奈川町事件に関する処分も1955年1月10日に訴追猶予が決まった。この時の訴追猶予の決定書では
- 佐々木が被告人団に阿諛迎合し、公正適切な措置を故意に怠った疑いが濃いこと。
- そのことが裁判官弾劾法第2条1号の罷免事由にあたること。

が認定されたものの、「最近の法廷その他の措置を見ると、改善の見るべきものがある」から「向後の執務態度に善処を期待する」とされた。

## 公費出張問題
1956年7月、裁判官の公費出張の不正や乱用が問題となり、1956年7月23日の『読売新聞』に「"裁判官の良心"問題化 不正・乱用の恐れ」の見出しで報じられた。その内容は以下の通りである。
- 佐々木哲蔵、今中五逸、吉川寛吾の3裁判官（いずれも大阪地裁＝当時）は、1956年6月19日から和歌山へ9泊10日の出張証人調べを決定し、出張費用の概算払いを受けた[10]。
- しかし、一行は6月20日から4泊5日の出張をおこなったのみで6月24日には大阪へ戻った[10]。
- しかも、6月26日の開廷日には3裁判官と随行の書記官2名が裁判所を休んだ[10]。
- このほか、熊本に出張すると届けて鳥取へ行き、帰途に郷里で泊まった分まで出張費を申請していた竹沢喜代治判事らの例もあった[10]。

同紙の取材に対し、佐々木は「日程が予定より少なければ差額を返せばよい」「裁判所へ遠方の人を呼びつけるのは非民主的で官僚的。出張証人調べは非常に良い制度である」などと答えた。
大阪地裁所長（当時）の稲田得三は「佐々木判事の話には驚いた。実際に調べなければならない証人は少なく、嘱託制度を利用すればよい」と答え、これから調査をおこなうと約した。

## 近親婚問題
佐々木は1940年3月に最初の妻と入籍したが、この妻は佐々木の実姉の娘であった。本来、叔父と姪の結婚は民法第734条の近親婚制限により届けが受理されず、法律上の結婚はできないが、佐々木の場合は以下のトリックを用いて入籍を受理させた。
1. 佐々木は塩竈町から分家して籍を大阪市西成区に移す[12]。
2. 佐々木の姪は山形から大阪市住吉区に籍を移し、単独戸主となる[12]。
3. そして住吉の籍を廃止し、姪を佐々木の籍に入れる[12]。

双方ともに戸籍を移した場合、新戸籍では本人の親以外は記載事項が省略され、近親の関係が不明となる。したがって佐々木の戸籍には佐々木の姉の記載はなく、佐々木の妻の親の欄には佐々木の姉が婚家の姓で記してあるのみで、塩竈の関係は消えている。当時の戸籍吏は婚姻届を形式的に審査するだけだったのでこのような行為が可能だった。2人の間に生まれた娘は、佐々木の姉の夫がただちに京都の農家へ里子に出した。その後ずっと養育費を出していたのも姉の夫であった。
佐々木は1958年に弁護士の佐々木静子と再婚した。静子は司法研修所における佐々木の教え子で、もともと子持ちの既婚者であった。
前妻との離婚については佐々木に原因があったため慰謝料や損害賠償を支払う理由があったが、佐々木は「もともと法律が許さない結婚だから、民法第744条によりいつでも一方的に取り消せる。法律が保護しない結婚だから、慰謝料や損害賠償の請求権はない」と主張した。
この話を知った読売新聞記者の澤田東洋男が裏付けをとった上で佐々木に取材すると、佐々木は事実関係を認めた上で、「入籍をどうしたか、私は知らない。私よりも法律に詳しい兄（会社の経営者）が全てやった」と弁解した。さらに佐々木が「吹田公判はまだ途中だから、年末までには必ず良心的に善処する」と懇願したので、澤田はひとまずこの話の記事化を待つことにした。このスキャンダルが表沙汰になれば、裁判官弾劾法第2条2項に基づき佐々木は罷免される可能性が高かった。
しかし、1957年12月20日付で佐々木は突如として判事を依願退官した。退官の理由については、スキャンダルで追い込まれ、思わぬ揚げ足を取られたと語るのみだった。
結局、佐々木は最初の妻に何も知らせぬまま籍を塩竈に移し、協議離婚の形で最初の妻と離縁し、慰謝料も損害賠償も支払わなかった。最初の妻は困り果てて刑事告訴を考えたが、最終的には「やはり訴えるのに忍びない」との理由で告訴を断念し、泣き寝入りとなった。
後日、佐々木が澤田の記事をストップさせておいた上で澤田の上司の編集長に圧力をかけ、報道を中止させていたことが判明した。
のち、二番目の妻・佐々木静子とは哲蔵の不倫により1973年に離婚し、新しい妻子と再婚したことが新聞で騒がれたが、1971年に、参議院議員選挙に静子が立候補した際、佐々木哲蔵の最初の離婚と退官と再婚の経緯がビラでばら撒かれ、大阪府警捜査二課が捜査に乗り出したことがある。

## 家族
- 父・佐々木清蔵 - 宮城県塩釜市の材木問屋。哲蔵が3歳のときに没。[22]
- 姉・高橋ミツ - 日本熱錬工業所創立者・高橋源助の妻。夫の源助は山形県の高橋龍太二男[23]。京都帝国大学機械科卒業後、住友伸銅所に入社し、ロール工場に勤務、圧延板の技術を研究して、従来不可能とされていた七三黄銅の火延作業に成功、能率の革新を実現した技術者で、その後神戸製鋼所門司製銅工場の技師長を経て、東北大学の本多光太郎博士の門下となり、鉄の表面硬化の研究に没頭した[24]。ドイツ留学以来研究していた鉄の焼き入れ法で特許を取り、尼崎市に日本熱錬工業所を起業[25]。帝塚山に4万坪、尼崎に5万坪の土地を所有し、愛人も多く囲った[26]。8人の子を儲けたが、慶応大出の長男・次男を戦争で亡くした[27]。三男は足に障害があり画家を目指していたが、兄達を亡くしたため家業を継いだ。孫（三男・徹郎の子）に高橋源一郎[28]。
- 妻・千鶴（1911年生） - 哲蔵の姪(姉ミツと高橋源助の長女）。哲蔵との娘は京都の農家の養子となる。司法修習生と教官の間柄だった人妻の静子と哲蔵が1956年頃より同棲を始め、千鶴は知らぬうちに籍を抜かれ、心労から顔面麻痺を発症[29]。
- 妻・佐々木静子（1926年生） - 弁護士で大阪弁護士会会長の田村堅三二女。伊藤俊介 (政治家)の孫。前夫と別れ、哲蔵と1958年に子連れ再婚したが、1973年に哲蔵に愛人と2児があることがわかり離婚[30]
- 妻 - 哲蔵との間に婚外子2児を儲け、1973年に入籍[30]